# هانا سميث (فاعلة خير)
هانا سميث (بالإنجليزية: Hannah Smith)‏ هي فاعلة خير أمريكية، ولدت في 1897، وتوفيت في 1960.